# Drepanosiphum acerinum
Drepanosiphum acerinum är en insektsart som först beskrevs av Walker 1848.  Drepanosiphum acerinum ingår i släktet Drepanosiphum och familjen långrörsbladlöss. Inga underarter finns listade i Catalogue of Life.